# Makra (film)
A Makra 1972-ben készült, 1974-ben bemutatott fekete-fehér magyar film, amelynek forgatókönyvét Kertész Ákos írta azonos című regénye alapján.

## Cselekmény
A film az 1950-es évek elején, Budapest egyik munkáskerületében, Pestszentlőrincen játszódik. Makra Ferenc 38 éves karosszérialakatos legénybúcsúja után megvédi a pestszentimrei Erzsit, akit ittas társai meg akartak erőszakolni. A lovagias cselekedet után a megbecsült élmunkás mégis felmond munkahelyén, és a munkásszállóról messze a külvárosban lévő albérletbe költözik, mert környezete nemes tette miatt elítéli. Új környezetében megismerkedik az értelmiségi Valival, az álombeli nagy Ő-vel. A lány ki szeretné bányászni a Makra képzőművészeti tehetségében rejlő értéket, de fellengzős tervei miatt a családalapítástól idegenkedik. A lány az 1956-os forradalomban vállalt szerepe miatt disszidálni kényszerül. Makra volt menyasszonyával, Magdussal mély érzelem nélküli, a mindennapi biztonságon alapuló családi életet teremt, de tüdőbaja és belső magánya egyre erősödik. Amikor a kihívóan érzéki Sztanek visszautasítja házassági ajánlatát, Makra kinyitja a gázcsapot.

## Szereplők
- Juhász Jácint – Makra Ferenc
- Csomós Mari – Vali
- Molnár Piroska – Magdus, Makra felesége
- Bánsági Ildikó – Sztanek
- Koncz Gábor – Nagy Zsiga
- Horváth Sándor – Salgó
- Orosz Lujza – Makra anyja
- Vadász Zoltán – Dénes Károly
- Szabó Lajos – Magdus apja
- Szerencsi Éva – Erzsi

További szereplők: Balázs Péter, Bányai János, Bencze Ferenc, Bod Teréz, Bódis Irén, Borbás Gabi, Czikéli László, Csernák Árpád, Farkas Endre, Fonyó István, Garamszegi Mária, Gémesi Imre, Gerbár Tibor, Gyukár Tibor, Gyürki István, Hajdú Imre, Haraszin Tibor, Holocsy István, Horváth László, Horváth Péter, Ivánka Csaba, Kálmán Márton, Kalocsai Kiss Ferenc, Kanalas László, Kassai Ilona, Keresztes Pál, Kitty Mária, Kovács János, Lázár Kati, Magyari Tibor, Maróti Gábor, Marsek Gabi, Mentes József, Molnár Miklós, Paláncz Ferenc, Páva Mária, Petényi Ilona, Péter Gizi, Piróth Gyula, Reviczky Gábor, Simon Géza, Szabó Ferenc, Szilárdy István, Szombathy Gyula, Tóth Béla, Újvárosi Katalin, Vas-Zoltán Iván, Veszelei Mária, Zoltai Miklós

## Díjak
- 1975  Kritikusok díja, Csomós Marinak, a legjobb női főszereplőnek

## Bibliográfia
- Az adaptált kisregény teljes szövege